# Bolonguera
Bolonguera (gelegentlich auch Bolongueira) ist eine Ortschaft in Angola.

## Verwaltung
Bolonguera war Sitz einer gleichnamigen Gemeinde (Comuna) des Kreises (Município) von Chongorói, in der Provinz Benguela. Etwa 11.000 Menschen leben hier (Schätzung 2014).
Mit der Gebietsreform 2024 wurde Bolonguera ein eigenständiger Kreis in der Provinz Benguela, mit nur einer gleichnamigen Gemeinde.

## Wirtschaft
Die Gemeinde ist landwirtschaftlich geprägt. Hauptanbauprodukte sind Mais, Erdnüsse und Sorghumhirse. Auch Viehzucht ist von Bedeutung. Eine Landwirtschaftsschule auf dem 820 Hektar großen Gelände des Landgutes Chiwana bzw. Tchiuana ist im Aufbau. Landwirtschaftliche Unternehmer des Kreises Chongorói beschlossen 2013 auf dem Landgut zudem die Errichtung einer Fabrik zur Herstellung von Fruchtsäften und Tomatenkonzentrat, und zur Abfüllung von Mineralwasser. Auf 131 Hektar werden die Früchte für die Fabrik produziert. Abhängig vom Bedarf der Fabrik können die zur Produktion genutzten Flächen des Gutes bis auf 800 Hektar ausgedehnt werden.